# トーマスビル (アラバマ州)
トーマスビル (Thomasville) は、アメリカ合衆国アラバマ州クラーク郡に位置する都市である。2000年現在の国勢調査で、総人口は4,649人である。

## 地理
トーマスビルは、北緯31度54分40.666秒、西経87度44分24.133秒 (31.911296, -87.740037) に位置している。
アメリカ合衆国統計局によると、この都市は総面積22.7 km2 (8.8 mi2) である。このうち22.7 km2 (8.8 mi2) が陸地で水地域は存在しない。

## 人口動静
2000年現在の国勢調査で、この都市は人口4,649人、1,794世帯、及び1,230家族が暮らしている。人口密度は205.1/km² (531.4/mi²) である。90.5/km² (234.5/mi²) の平均的な密度に2,052軒の住宅が建っている。この都市の人種的な構成は白人52.33%、アフリカン・アメリカン46.27%、ネイティブ・アメリカン0.09%、アジア0.32%、太平洋諸島系0.00%、その他の人種0.52%、及び混血0.47%である。ここの人口の0.90%はヒスパニックまたはラテン系である。
1,794世帯のうち、35.6%が18歳未満の子供と一緒に生活しており、45.9%は夫婦で生活している。19.7%は未婚の女性が世帯主であり、31.4%は家族以外の住人と同居している。29.5%は独身の居住者が住んでおり、12.5%は65歳以上で独居である。1世帯の平均人数は2.47人であり、家庭の場合は、3.06人である。
人口の28.4%が18歳未満で、8.4%が18歳から24歳、26.7%が25歳から44歳、22.8%が45歳から64歳、13.8%が65歳以上である。平均年齢は36歳である。女性100人に対し、84.0人が男性である。18歳以上の女性100人に対し、80.8人が18歳以上の男性である。
この都市の世帯ごとの平均的な収入は26,549 USドルであり、家族ごとの平均的な収入は32,476 USドルである。男性は32,212 USドルに対して女性は21,319 USドルの平均的な収入がある。この都市の一人当たりの収入 (per capita income) は14,916 USドルである。人口の23.5%及び家族の20.6%は貧困線以下である。全人口のうち18歳未満の31.9%及び65歳以上の25.2%は貧困線以下の生活を送っている。